# Грушевато-Криничное
Грушевато-Криничное (укр. Грушувато-Криничне) — село,
Новогнедовский сельский совет,
Синельниковский район,
Днепропетровская область,
Украина.
Код КОАТУУ — 1224886403. Население по переписи 2001 года составляло 192 человека.

## Географическое положение
Село Грушевато-Криничное находится на левом берегу реки Вороной, которая через 3 км впадает в реку Днепр,
выше по течению на расстоянии в 1,5 км расположено село Сухая Калина,
на противоположном берегу — село Вороновка.
К селу примыкает массив садовых участков.